# 小行星21937
小行星21937（21937 Basheehan）是一颗绕太阳运转的小行星，为主小行星带小行星。该小行星于1999年11月4日发现。

## 轨道参数
小行星21937的轨道半长轴为2.9214427 UA，离心率为0.038。